# Убивчий застосунок
Убивчий застосунок або застосунок-убивця (дослівно з англ. killer application) — це комп'ютерна програма, що є бажаною або необхідною, яка демонструє важливі переваги певної більшої технології, наприклад, апаратного або програмного забезпечення, мови програмування, комп'ютерної платформи, гральної приставки, чи операційної системи.
«Убивцею» має бути успішний програмний продукт, побудований на певній технології (є застосуванням цієї технології), за допомогою якого сама технологія виходить на ринок, виграючи у порівнянні з іншими технологіями та комерційно просуваючи інші вторинні застосунки.
У термінології збуту термін застосовується до застосунків, які змушували б споживачів купували нове, зазвичай дорожче, обладнання, тільки аби запустити їх. Такі вбивчі програми закономірно зумовлюють зростання продажів програмної основи, на якій вони працюють.

## Обчислення

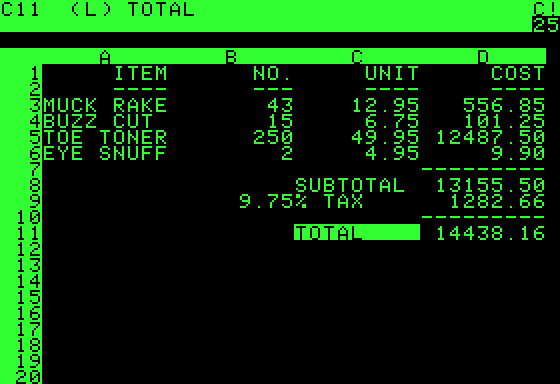
VisiCalc, один з найперших загальновідомих прикладів «убивчих застосунків»

Уперше термін було застосовано до застосунку VisiCalc, першого табличного редактора для обчислювальної техніки, розробленого для платформи Apple II, що коштував $150, при цьому вимагаючи обладнання вартістю $3000.
Фінансові працівники закуповували комп'ютерне оснащення тисячами через потужність застосунку.
Інша відома програма — це WordStar, найпопулярніший текстовий процесор 1980-х років. Наступний приклад також є редактором таблиць — Lotus 1-2-3. Продажі комп'ютерів виробництва IBM були незначними до оприлюднення новітнього 1-2-3, та стрімко злетіли за кілька місяців після випуску Lotus'а.
Термін «killer app» згадувався на допиті Білла Ґейтса у зв'язку з порушенням антимонопольного законодавства Сполучених Штатів. Білл Ґейтс написав електронного листа, в якому назвав Internet Explorer убивчим застосунком. На допиті він вжив дане поняття у значенні «популярної програми», не маючи на увазі, що застосунок має пожвавити продажі більших продуктів або витіснити конкурентні вироби, як це вказано у Комп'ютерному Словникові Microsoft.

### Застосунки-вбивці деяких систем
- AmigaOS: Deluxe Paint [en]
- RISC OS: Sibelius[6] (before 1998)

### Ігри
Визначення часто застосовують щодо комп'ютерних та відеоігор, що змушують покупців надавати перевагу безпосередньо деякій приставці чи ігровому технічному оснащенню, обираючи між суперницькими виробами.
Наприклад, Quake є вбивчим застосунком для апаратних 3D-прискорювачів у домашніх комп'ютерах.
А низка ігор Halo вважається іграми-вбивцями для Xbox'а та Xbox 360.
Приклади визнаних[ким?] ігрових убивчих застосунків:
| Гра                                      | Приставка       | Рік  |
| ---------------------------------------- | --------------- | ---- |
| Space Invaders                           | Atari 2600      | 1978 |
| Super Mario Bros.                        | NES             | 1985 |
| Sonic the Hedgehog                       | Sega Mega Drive | 1991 |
| Resident Evil                            | PlayStation     | 1996 |
| Crash Bandicoot                          | PlayStation     | 1996 |
| Super Mario 64                           | Nintendo 64     | 1996 |
| Final Fantasy VII                        | PlayStation     | 1997 |
| Gran Turismo                             | PlayStation     | 1997 |
| GoldenEye 007                            | Nintendo 64     | 1997 |
| Metal Gear Solid                         | PlayStation     | 1998 |
| The Legend of Zelda: Ocarina of Time     | Nintendo 64     | 1998 |
| Pokémon Red і Blue                       | GameBoy         | 1998 |
| Soul Calibur                             | Dreamcast       | 1999 |
| The Legend of Zelda: Majora's Mask       | Nintendo 64     | 2000 |
| Shenmue                                  | Dreamcast       | 2000 |
| Jet Set Radio                            | Dreamcast       | 2000 |
| Dino Crisis 2                            | PlayStation     | 2000 |
| Halo: Combat Evolved                     | Xbox            | 2001 |
| Final Fantasy X                          | PlayStation 2   | 2001 |
| Metal Gear Solid 2: Sons of Liberty      | PlayStation 2   | 2001 |
| Grand Theft Auto III                     | PlayStation 2   | 2001 |
| Jak and Daxter                           | PlayStation 2   | 2001 |
| Eternal Darkness: Sanity's Requiem       | GameCube        | 2002 |
| Metroid Prime                            | GameCube        | 2002 |
| Grand Theft Auto: San Andreas            | PlayStation 2   | 2004 |
| Jak 3                                    | PlayStation 2   | 2004 |
| Metal Gear Solid 3: Snake Eater          | PlayStation 2   | 2004 |
| Fable                                    | Xbox            | 2004 |
| Halo 2                                   | Xbox            | 2004 |
| God of War                               | PlayStation 2   | 2005 |
| Shadow of the Colossus                   | PlayStation 2   | 2005 |
| Devil May Cry 3: Dante's Awakening       | PlayStation 2   | 2005 |
| Gears of War                             | Xbox 360        | 2006 |
| Mass Effect                              | Xbox 360        | 2007 |
| Halo 3                                   | Xbox 360        | 2007 |
| Uncharted: Drake's Fortune               | PlayStation 3   | 2007 |
| Resistance: Fall of Man                  | PlayStation 3   | 2007 |
| Metal Gear Solid 4: Guns of the Patriots | PlayStation 3   | 2008 |
| Fable II                                 | Xbox 360        | 2008 |
| Uncharted 2: Among Thieves               | PlayStation 3   | 2009 |
| Halo 4                                   | Xbox 360        | 2012 |
| The Last of Us                           | PlayStation 3   | 2013 |